# Liolaemus telsen
Espèce
Statut de conservation UICN

 LC  : Préoccupation mineure
Liolaemus telsen est une espèce de sauriens de la famille des Liolaemidae.

## Répartition et habitat
Cette espèce est endémique de la meseta de Somuncurá en Argentine. Elle se rencontre dans les provinces de Chubut et de Río Negro,. On la trouve entre 900 et 1 425 m d'altitude.  Elle vit dans des milieux aux sol sableux avec des buissons.

## Description
C'est un saurien ovipare.

## Publication originale
- Cei & Scolaro, 1999 : Speciation of the "darwinii Complex" (genus Liolaemus, "patch group") in the southernmost area of its distribution (Reptilia: Tropiduridae). Revue française d'Aquariologie, vol. 26, no 1-2, p. 79-82.